# 埃利斯 (伊利諾伊州)
埃利斯（英語：Ellis）是位於美國伊利諾伊州克里斯蒂安縣的一個非建制地區。該地的面積和人口皆未知。

## 地理
埃利斯的座標為39°35′24″N 89°31′44″W / 39.59000°N 89.52889°W，而該地的平均海拔高度為181米（即594英尺）。